# Popcorn (program)
Popcorn var ett film-frågesportsprogram som sändes 2003-2005 i SVT. Det leddes av Anna Mannheimer och hade deltagare som har någon anknytning till film.

## Deltagare i urval
- Dan Ekborg
- Per Eggers
- Gustaf Hammarsten
- Sanna Bråding
- Paul Tilly
- Maria Lundqvist
- Claes Månsson
- Lina Englund
- Maria Johansson
- Tomas Norström
- Göran Stangertz
- Ing-Marie Carlsson
- Stefan Sauk
- Eva Röse
- Simon Norrthon
- Ewa Carlsson
- Rafael Edholm
- Sanna Ekman
- Tintin Anderzon